# Jack Abernathy
Jack Abernathy (contea di Bosque, 1876 – Wichita Falls, 1941) è stato un poliziotto statunitense.
È stato il più giovane membro dell'United States Marshals Service della storia.

## Biografia
Abernathy nacque nel 1876 nella contea di Bosque, in Texas. Nel 1882 la sua famiglia si trasferì nella contea di Nolan, sempre nel Texas. Nel 1887, all'età di 11 anni, lavorò come cowboy per il A-K-X Ranch e contribuì a guidare una mandria di bestiame di grandi dimensioni a Englewood, nel Kansas. I suoi figli erano Louis e Temple Abernathy, che cavalcarono da Oklahoma a New York per visitare il loro padre e incontrare Theodore Roosevelt. Lo stesso Roosevelt nominò Jack Abernathy membro dell'United States Marshals Service nel 1910.